# Stadion Festwiese
Das Stadion Festwiese ist ein Mehrzweckstadion im Veranstaltungsgelände Neckarpark der baden-württembergischen Landeshauptstadt Stuttgart, im Ortsteil Bad Cannstatt.
Es dient hauptsächlich dem Trainings- und Veranstaltungsbetrieb in der Leichtathletik, ist aber auch das Heimatstadion des American-Football-Clubs AFC Stuttgart Silver Arrows e. V., der auch in der Nähe trainiert.

## Geschichte
Ab den 1920er Jahren war die Fläche als Exerzier- bzw. Aufmarschplatz von den umliegenden Kasernen genutzt worden. Für das 15. Deutsche Turnfest im Jahr 1933 wurde die Festwiese als große Freianlage mit Holztribüne errichtet. Bereits ein Jahr später wurde die Tribüne mit Presseturm in Sichtbeton neu gebaut. Die Überdachung der Tribüne entstand 1958. Es fanden dort große Polizeifeste und Fußballspiele mit bis zu 10.000 Zuschauern statt.
Da durch den Umbau in ein reines Fußballstadion in der damaligen Mercedes-Benz Arena keine Leichtathletikwettkämpfe mehr ausgetragen werden konnten, wurde das Stadion von 2010 bis Ende Juli 2011 komplett saniert. Neben einem Tribünenneubau mit insgesamt 280 Plätzen und einem neuen Funktionsgebäude wurde die bisherige 400-Meter-Rundbahn von 6 auf 8 Laufbahnen erweitert sowie die Wurf- und Sprunganlagen optimiert. Die Gesamtkosten beliefen sich für das bis zu 5.000 Sitz- und Stehplätze fassende Stadion auf ca. 4,5 Mio. Euro.
Das Tribünengebäude wurde in Modulbauweise konzipiert, so dass es schrittweise auf bis zu 2.000 Sitzplätze erweitert werden kann. Das Fassungsvermögen des Stadions könnte auf insgesamt 10.000 Zuschauer erweitert werden. Als erster Schritt erfolgte die Erweiterung des Umkleidegebäudes um zwei Umkleideräume mit Sanitärbereichen, die im Frühjahr 2014 fertiggestellt wurden.

## Sportliche Nutzung
Das Stadion ist Bundesstützpunkt und Landesleistungszentrum Leichtathletik. Es wird von Schulen und Vereinen für Trainingsbetrieb, Bundesjugendspiele usw., aber auch für kleinere Veranstaltungen genutzt. Der Bezirk Stuttgart des Württembergischen Leichtathletik-Verbandes veranstaltet hier mehrere Sportfeste jährlich und trainiert mit seinen Stuttgarter Vereinen und der Talentfördergruppe. Das Stadion wird aber auch für andere Sportarten wie z. B. American Football, Fußballspiele und weitere kulturelle Veranstaltungen genutzt.